# El obstáculo es el camino: el arte atemporal de convertir las pruebas en triunfo
El obstáculo es el camino: el arte atemporal de convertir las pruebas en triunfo es el tercer libro del autor Ryan Holiday y se publicó en 2014. Está vagamente basado en la filosofía helénica del estoicismo. Ha vendido más de 100.000 copias desde su lanzamiento y ha sido traducido a 17 idiomas.

## Resumen
El título del libro se extrae de una cita de Meditaciones, una serie de escritos personales del emperador romano Marcus Aurelius: “ El impedimento para la acción hace avanzar la acción. Lo que se interpone en el camino se convierte en el camino  ”. Holiday se basa en "Meditaciones", Aurelius y la filosofía del estoicismo para expandir la idea de que cómo respondemos a los obstáculos es lo que nos define. Holiday sostiene que los obstáculos no inhiben el éxito, crean el éxito y que los lectores deben ver "a través de lo negativo, más allá de su parte inferior y en su corolario: lo positivo".
 El obstáculo es el camino  se estructura en tres disciplinas: percepción, acción y voluntad. Cada sección utiliza anécdotas históricas y figuras de la política, el comercio, los deportes y la historia, incluidos Theodore Roosevelt, Demóstenes, John D Rockefeller, Amelia Earhart, Laura Ingalls Wilder, Ulysses S. Grant, Barack Obama, Steve Jobs, entre otros.
En mayo de 2014, Holiday se tatuó el título del libro en el antebrazo. El libro se incluyó en los "10 mejores libros del verano" de Gear Patrol, y fue nombrado uno de los libros de lectura obligatoria de Entrepreneur Magazine.
El audiolibro de "El obstáculo es el camino" fue publicado más tarde por Tim Ferriss.

## Recepción e influencia
Después del lanzamiento del libro, se abrió paso lentamente a través de la comunidad de deportes profesionales, luego de ser leído por varios atletas y entrenadores en jefe prominentes, incluido Joe Maddon de los Chicago Cubs, entrenador de baloncesto de Marquette Shaka Smart, tenista profesional  James McGee, liniero de la NFL Garrett Gilkey, medallista de oro olímpico Chandra Crawford, y otros. En el camino a su victoria en el Super Bowl 2014,  Michael Lombardi y Bill Belichick de los Patriots de Nueva Inglaterra distribuyeron copias de "El obstáculo es el camino" 'a su personal y jugadores. En la  temporada 2015, Seattle Seahawks GM  John Schneider y Pete Carroll pasaron el libro por el vestuario del equipo.